# Scarrittia
 Scarrittia  is een monotypisch geslacht van uitgestorven zoogdieren dat voorkwam in het Vroeg-Oligoceen.

## Beschrijving
Dit zwaargebouwde dier had een 200 cm lang lichaam met een lange nek en korte kop en vertoonde veel gelijkenis met een logge, platvoetige neushoorn. Het logge lichaam met de vrij kleine staart werd gedragen door vier krachtige poten met drie gehoefde tenen. Het dier had niet de mogelijkheid om zijn voeten zijdelings te draaien, omdat het scheenbeen (tibia) en kuitbeen (fibula) aan de top waren vergroeid. De kaken waren bezet met 44 vlakke tanden en kiezen.

## Geschiedenis
Dit was een zeer succesvol geslacht met verschillende bekende soorten, zoals Scarrittia robusta, S. barranquensis en S. canquelensis, die ongeveer 30 miljoen jaar geleden leefden. Ze leefden in vochtige bossen, vlak bij de kust, in moerassen, meren, moerassen, enz. en aten zachte vegetatie, grassen, fruit en bomen. Sommige soorten waren omnivoor en aten ook eieren en kleine zoogdieren. Ze waren niet aangepast om te rennen, hoewel hun grote formaat betekende dat ze weinig vijanden hadden.

## Vondsten
Van dit dier is een goed bewaard skelet gevonden in Argentinië in de Sarmiento-formatie.